# دونالد بليزانس
دونالد بليزانس (بالإنجليزية: Donald Henry Pleasence )‏ (و. 1919 – 1995 م) هو ممثل تعبيري، وممثل مسرحي، وممثل أفلام، من المملكة المتحدة، توفي في سان بول دي فينس، عن عمر يناهز 76 عاماً، بسبب قصور القلب.

## التعليم
تعلم في Ecclesfield School ‏.

## الخدمة العسكرية
خدم في سلاح الجو الملكي.

## جوائز وترشيحات
حصل على جوائز منها:
- نيشان الامبراطورية البريطانية من رتبة ضابط.

ترشح لـ:
- جائزة توني لأفضل ممثل في مسرحية  [لغات أخرى]‏ (1972)
- جائزة توني لأفضل ممثل في مسرحية  [لغات أخرى]‏ (1969)
- جائزة توني لأفضل ممثل في مسرحية  [لغات أخرى]‏ (1965)
- جائزة توني لأفضل ممثل في مسرحية  [لغات أخرى]‏ (1962).

## وصلات خارجية
- دونالد بليزانس على موقع IMDb (الإنجليزية)
- دونالد بليزانس على موقع روتن توميتوز (الإنجليزية)
- دونالد بليزانس على موقع ألو سيني (الفرنسية)
- دونالد بليزانس على موقع ميوزك برينز (الإنجليزية)
- دونالد بليزانس على موقع تيرنر كلاسيك موفيز (الإنجليزية)
- دونالد بليزانس على موقع أول موفي (الإنجليزية)
- دونالد بليزانس على موقع قاعدة بيانات برودواي على الإنترنت (الإنجليزية)
- دونالد بليزانس على موقع قاعدة بيانات الأفلام السويدية (السويدية)
- دونالد بليزانس على موقع إن إن دي بي (الإنجليزية)
- دونالد بليزانس على موقع ديسكوغز (الإنجليزية)